# 1947 في تونس
فيما يلي قوائم الأحداث التي وقعت خلال عام 1947 في تونس.

## ظهور
- 1 يناير – بوڨا مشروب غازي تونسي.

## مواليد

### يناير
- 1 يناير – رشيد عمار قائد أركان الجيش الوطني التونسي والقائد السابق للجيوش الثلاث.
- 1 يناير – رفعت الشعبوني سياسي من تونس.
- 1 يناير – صوفي بسيس
- 1 يناير – عوفر لالوش[1]
- 1 يناير – كلود مورغان
- 1 يناير – محمد رؤوف النجار لاعب كرة قدم تونسي.
- 1 يناير – محمود بن محمود مخرج أفلام تونسي.
- 15 يناير – العربي نصرة سياسي من تونس.
- 31 يناير – نافلة ذهب كاتبة تونسية.

### فبراير
- 17 فبراير – محمد الباردي أكاديمي وروائي وناقد تونسي.

### مارس
- 27 مارس – الطاهر الهمامي شاعر تونسي.
- 29 مارس – محمد الحبيب المرزوقي سياسي من تونس.

### أبريل
- 4 أبريل – عزيز كريشان عالم اجتماع تونسي.
- 24 أبريل – سمير العيادي[2]

### مايو
- 26 مايو – هشام رستم ممثل تونسي.
- 30 مايو – فتحي التريكي فيلسوف تونسي.[3]

### يونيو
- 25 يونيو – حمادي صمود

### يوليو
- 23 يوليو – علي اللواتي[4]

### أغسطس
- 4 أغسطس – مفيدة التلاتلي مونتيرة تونسية.[5]
- 7 أغسطس – رضا الباهي[6]
- 19 أغسطس – حسين العباسي نقابي تونسي.[7]
- 19 أغسطس – عبد الرؤوف الباسطي سياسي من تونس.

### أكتوبر
- 18 أكتوبر – عبد الرحمن الأدغم سياسي من تونس.

## وفيات

### يناير
- 3 يناير – عبد الجليل الزاوش (مواليد 1873)[8]